# كارل سيباستيان كورنيليوس
كارل سيباستيان كورنيليوس (بالألمانية: Karl Sebastian Cornelius) (و. 1819 – 1896 م) هو فيزيائي من الإمبراطورية الألمانية .
توفي في هاله (سكسونيا-أنهالت)، عن عمر يناهز 77 عاماً.